# Vissoule
Vissoule est un village de la commune belge de Houffalize située en Région wallonne dans la province de Luxembourg.
Jusqu'en 1977, il faisait partie de la commune de Tavigny.

## Toponymie
de "Viss", issu du celtique " gwisg, wisg et uisg", qui signifie "courant d'eau". Oule vient de "hol", creux, cavité. Vissoule signifierait donc construit dans une gorge ou coule un ruisseau.

## Lieux et monuments
En 1589, le hameau est doté d'une chapelle, dédiée à St Nicolas. Cette chapelle disparut au XIXe siècle.Rattachée à la paroisse de Cowan en 1808, Vissoule devint le siège de la paroisse Vissoule-Cowan en 1891 lors de la construction de l'église dédiée à St Georges.
L'église actuelle fut achevée en 1958.
L'école, de type néo-classique, fut érigée en 1867.

## Chapelains de Vissoule[4]
- Jean Henri Herion (1766)
- Jean Mathieu Kenkeity de Rettigny (1782)